# Preposition Stranding
Preposition Stranding (englisch) ist eine grammatische Konstruktion, bei der eine Präposition nicht mit ihrem zugehörigen Objekt zusammensteht. Es handelt sich um eine besondere Form der Präpositionalphrasen, die auch als Spaltungskonstruktion bezeichnet wird. Neben dem englischen Begriff wird teils die direkte Übersetzung Präpositionsstranden verwendet.
Das Phänomen des Preposition Stranding ist allen germanischen Sprachen bekannt, insbesondere in der englischen Sprache und den skandinavischen Sprachen. In der niederländischen und deutschen Sprache ist es standardsprachlich kaum anzutreffen, aber teilweise umgangssprachlich und mundartlich möglich. Unter dem Einfluss insbesondere des Englischen haben einige nichtgermanische Sprachvarietäten das Preposition Stranding regional übernommen, darunter Vata und Gbadi aus den Niger-Kongo-Sprachen und Französisch in der nordamerikanischen Prägung.

## P-Stranding in der deutschen Sprache

### Aufspaltung von Präpositionaladverbien
Die Spaltungskonstruktion tritt bevorzugt dann auf, wenn Elemente an den Satzanfang gestellt werden, um die Stellungsregel für Fragewörter zu erfüllen oder um eine Topikalisierung zu erreichen. Wenn dieses Element Ergänzung einer Präposition war, die Präposition aber nicht mitgezogen wird, sondern im Satzinneren verbleibt, so spricht man vom Preposition Stranding.
- Hans hat das Brot mit dem Messer geschnitten
- Da hat Hans das Brot mit geschnitten.
- Wo hat Hans das Brot mit geschnitten?
- Womit hat Hans das Brot geschnitten?

Im letzten Beispielsatz sieht man, dass das Standarddeutsche statt des „Strandens“ der Ergänzung einen zusammenhängenden Ausdruck bevorzugt, der im Beispiel sogar ein Wort bildet („womit“ ist ein sogenanntes Präpositionaladverb). Es lässt sich aufzeigen, dass das dialektale Preposition Stranding in der deutschen Sprache nicht auf Personen angewendet wird, sondern Spaltungskonstruktionen immer auf Objekte bezogen werden.
- Hans ist mit Maria zur Party gekommen.
- NICHT: *Da ist Hans mit zur Party gekommen. (mit „da“ = „Maria“)

In einigen regionalen Sprachvarietäten des Hochdeutschen sind Spaltungskonstruktionen in der Umgangssprache jedoch häufiger als die Zusammensetzung von Präposition und Objektspronomen.
- Standarddeutsch: Ich kann mir davon nichts kaufen.
- Norddeutsch, auseinandergezogen: Ich kann mir da nichts von kaufen.
- Norddeutsch, vorangestellt: Da kann ich mir nichts von kaufen.

In süddeutschen Dialekten und Varietäten des Deutschen werden diese Spaltungskonstruktionen nur mit Verdoppelung der Partikel verwendet:
- Süddeutsch: Ich kann mir da nichts davon kaufen.
- Süddeutsch (vorangestellt): Da kann ich mir nichts davon kaufen.
- Süddeutsch (doppelte Spitzenstellung): Da davon kann ich mir nichts kaufen.

### Gestrandete Postpositionen
Ein anderer Typ von Konstruktion im Deutschen besteht darin, dass die Ergänzung einer Postposition („nachgestellte Präposition“) alleine topikalisiert werden kann – diese Fälle erscheinen nur sporadisch und nicht für alle Postpositionen, aber jedenfalls nie für Präpositionen im engen Sinn (beide werden aber derselben Kategorie P zugerechnet):
- Naja aber den Schmerlies mach ich das zuliebe.
- Nur der Großmutter hat sie sich gegenüber geöffnet (…).

Es ergibt sich die Verallgemeinerung, dass nur Kategorien mit vorangehenden Ergänzungen im Deutschen das Herausziehen der Ergänzung erlauben, denn dieselbe Eigenschaft haben auch Adjektivkonstruktionen:
- „des Deutschen unkundig“: – Des Deutschen ist er leider unkundig.

## Preposition Stranding in der englischen Sprache
Im modernen Englisch tritt Preposition Stranding regelmäßig bei Fragesätzen und Relativsätzen auf:
- What are you talking about?

(Worüber sprichst du? – wörtlich: Was sprichst du über?)
- Where do you go to?

(Wohin gehst du? – wörtlich: Wo gehst du hin?)
In Relativkonstruktionen wird das bestimmende that (oder who, whom) an den Anfang des Relativsatzes gestellt (gewöhnlich zwischen Haupt- und Nebensatz), während die Präposition am Ende verbleibt. Bei vielen Relativsätzen entfällt der Ausdruck des Relativpronomens und die Präposition am Ende des Relativsatzes ist der einzig verbleibende Rest der Präpositionalphrase.
- This is the book that I told you about.

(Das ist das Buch, über das ich dir berichtete – wörtlich: Das ist das Buch, das ich dir berichtete über.)
- This is the book I told you about.

(Das ist das Buch, über das ich dir berichtete – wörtlich: Das ist das Buch, ich dir berichtete über.)
Derartige Konstruktionen waren in der englischen Sprache seit Mitte des 18. Jahrhunderts zunehmend verpönt, obwohl sie vor allem in der gesprochen englischen Sprache durchaus üblich waren. Im Altenglischen war Preposition Stranding sogar ein recht häufiges Phänomen. Der erste, der nachweislich Preposition Stranding kritisiert zu haben scheint, war der Dichter, Dramatiker und Literaturkritiker John Dryden 1672, der die Verwendung der Konstruktion in Ben Jonsons Drama Catiline (1611) bemängelt. Dryden kritisierte die Verwendung die Konstruktion unter anderem, weil sie im Lateinischen nicht existiert.
Die Kritik wurde in einem intellektuellen Klima geäußert, in dem der Ruf nach einer Standardisierung der englischen Sprache lauter wurde und zunehmend präskriptiv orientierte Grammatiken mit Empfehlungen zu guter Sprache und Stil erschienen. In Publikationen zur englischen Sprache des 18. Jahrhunderts finden sich zunehmend Empfehlungen, die Konstruktion allgemein in „solemn and elevated Style“ (Robert Lowth) zu vermeiden. Die Konstruktion, so die übereinstimmende Meinung, solle in der Sprache von „Gentlemen“ nicht verwendet werden. Obwohl die heutige Sprachwissenschaft einen eher deskriptiven als präskriptiven Ansatz verfolgt, findet sich die Stigmatisierung des Preposition Stranding als schlechter Stil immer noch in vielen Sprachführern, die empfehlen, Preposition Stranding in formaler Sprache zu vermeiden.

## Preposition Stranding in der niederländischen Sprache
Im Niederländischen ist Preposition Stranding umgangssprachlich geläufig:
- Welk bos liep hij in?

(In welchen Wald ging er? – wörtlich: Welchen Wald ging er hinein?)
- Waar praatten wij over?

(Worüber sprachen wir? – wörtlich: Wo sprachen wir über?)
- […] dat hij zo’n donker bos niet in durft te lopen […]

(dass er sich nicht in so einen dunklen Wald hineinzugehen traut – wörtlich: dass er so einen dunklen Wald [sich] nicht hinein traut zu gehen)

## Preposition Stranding in der französischen Sprache
Dem Französischen ist Preposition Stranding eigentlich fremd. Stark englisch beeinflusste Varietäten in Nordamerika kennen es allerdings ebenfalls. Bekannt sind Satzbeispiele aus dem Raum Alberta, Northern Ontario, New Brunswick, Prince Edward Island und Louisiana. Im Quebecer Französisch kommen etwa vor:
- Qui est-ce que tu as fait le gâteau pour?

statt: Pour qui as-tu fait le gâteau?
(Wem hast du den Kuchen gebacken?)
- Tu connais pas la fille que je te parle de.

statt: Tu ne connais pas la fille dont je te parle.
(verbreitet auch Tu ne connais pas la fille que je te parle.)